# 约瑟夫·刘维尔
约瑟夫·刘维尔（法語：Joseph Liouville，法語：[ʒozɛf ljuvil]，1809年3月24日—1882年9月8日）是19世纪的法国数学家，生于加来海峡省的圣奥梅尔。刘维尔一生从事数学、力学和天文学的研究，涉足广泛，成果丰富，尤其对双周期椭圆函数、微分方程边值问题、数论中代数数的丢番图逼近问题和超越数有深入研究。刘维尔构造了所谓的“刘维尔数”并证明了其超越性，是第一个证实超越数存在的人。

## 生平
刘维尔是家中次子，父亲克洛德-约瑟夫·刘维尔（Claud-Joseph Liouville）是陆军上尉，在拿破仑的军队中服役，因此刘维尔的幼年是在叔叔家中度过的。战后，随父亲在图勒（Toul）定居，读完小学后在巴黎的圣路易中学就读。1825年他来到巴黎综合理工学院学习。两年后，刘维尔进入国立桥路学校深造，但因健康问题延迟到1830年毕业。
1831年11月，他被巴黎综合理工学院的教育委员会选为L．马修的分析与力学课助教。1833年到当时的巴黎中央高等工艺制造学校任教。1836年他取得了博士学位，并创办了《纯粹与应用数学杂志》（Journal de matématiques pures et appliquées）。两年后，他回到巴黎综合理工学院，任教分析与力学。1839年和1840年，他又先后被推举为巴黎科学院天文学部委员和标准计量局成员，定期参与这两方面的活动。
1840年後每年夏天刘维尔都在图尔进行研究、写作论文和处理杂志出版方面的问题。11月以后，才回到巴黎，从事教学和行政工作。此时，刘维尔的生活开始稳定下来，开始注重对其他年轻的数学家的培养与交流。1843年到1846年中，刘维尔整理了埃瓦里斯特·伽罗瓦的部分遗稿并刊登在1846年的《纯粹与应用数学杂志》上，使后者在代数方面的独创性工作得以为世人所知。
1848年，刘维尔当选制宪议会议员，试图从政。然而1849年他竞选国会议员失败，此后便不再涉足政治。1851年他获得了法兰西学院的数学教席。
1882年9月8日，刘维尔在巴黎逝世。

## 学术成果
刘维尔的学术研究范围十分广泛，从数学分析、数论到力学和天文学领域都有成果。他主要的成就在数学方面。

### 函数论
刘维尔认真研究了莱布尼茨、约翰·伯努利和欧拉的著作，尽可能地扩展了微分和积分的概念，建立了任意阶导数的理论。
1832年和1873年，刘维尔先后向巴黎科学院提交两篇论文，对代数函数和超越函数进行了分类，作为对阿贝尔和拉普拉斯等人关于椭圆积分的表示和有理函数的理论的整理，并给出了初等函数的分类。初等函数的积分在何条件下仍为初等函数，也是他着重讨论的问题。1844年，刘维尔在给巴黎科学院的一封信中说明了如何从卡爾·雅可比的定理（单变量单值亚纯函数的周期个数不多于2，周期之比为非实数）出发，建立双周期椭圆函数的一套完整理论体系。围绕双周期性，刘维尔提出以下定理：
- 刘维尔第一定理：在一个周期平行四边形内没有极点的椭圆函数是常数；
- 刘维尔第二定理：椭圆函数在任一周期平行四边形内的极点处留数之和为0；
- 刘维尔第三定理：n阶椭圆函数在一个周期平行四边形内取任一值n次；
- 刘维尔第四定理：在一周期平行四边形内零点之和与极点之和的差等于一个周期。

### 微分方程与积分方程
刘维尔和施图姆在1830年代一起研究了热传导的微分方程，创造了逐次逼近法。随后他研究了更一般的二次微分方程，以及确定带边界条件的常微分方程的特征值与特征函数的问题，得到了许多重要结论。

### 数论
刘维尔对数论问题产生兴趣始于费马大定理。1840年，他将费马的问题作了转化，证明方程{\displaystyle x^{n}+y^{n}=w^{n}}的不可解性意味着{\displaystyle x^{2n}-y^{2n}=2x^{n}}的不可解性。之后又研究了e的超越性质，建立了有关代数数丢番图逼近的一个基本定理，并由此构造了刘维尔数，首次证明了超越数的存在性。
从1856年开始，刘维尔基本放弃了其他方面的数学研究，把精力投入到数论领域。在此后的十年中，他在《纯粹与应用数学杂志》上发表了18篇系列注记，未加证明地给出了许多一般公式，为解析数论的形成奠定了基础；此外还发表了近200篇短篇注记，讨论了素数性质和整数表示为二次型的方法等特殊问题。

## 《纯粹与应用数学杂志》
《纯粹与应用数学杂志》是刘维尔在1836年创办的一份杂志。直到1876年，刘维尔一直担任它的主编。《纯粹与应用数学雜誌》以迅速传播数学方面的新成就而著称，并且为许多年轻数学家提供了发表见解的地方。很多著名数学家，如施图姆、雅可比、狄利克雷和勒贝格等都受益匪浅。1846年，刘维尔在该杂志率先发表伽罗瓦的论文《论方程的根式可解性条件》，当时距伽罗瓦身亡已经有14年。刘维尔为这篇论文作序，并向数学界推荐，使得数学界认识到伽罗瓦的天才工作。《纯粹与应用数学雜誌》在国际上享有很好的声誉，被数学家昵称为“刘维尔杂志”。